# Người Việt tại Cộng hòa Séc
Người Việt tại Séc là một cộng đồng dân tộc thiểu số hiện đang sinh sống tại Cộng hòa Séc. Hiện nay (năm 2013), có khoảng 65.000 người Việt Nam đang sinh sống hợp pháp tại quốc gia Trung Âu này.

## Lịch sử
Theo điều tra dân số năm 2001, số người có quốc tịch Việt Nam tại Cộng hòa Séc là 18.200. Con số này đã tăng lên thành 53.110 vào năm 2011, trở thành số người ngoại quốc đứng thứ ba tại nước này, chỉ sau Ukraina và Slovakia. Cộng đồng người gốc Á lớn nhất tại Cộng hòa Séc là người Việt Nam. Người Việt Nam đến Tiệp Khắc lần đầu vào năm 1956 để du học theo thỏa thuận về giáo dục giữa hai chính phủ cộng sản lúc bấy giờ. Số người Việt Nam nhập cư vào Cộng hòa Séc tăng nhanh cho đến khi chế độ xã hội chủ nghĩa tại nước này sụp đổ vào năm 1989. Thế hệ đầu tiên của người Việt Nam tại đây chủ yếu kinh doanh trong những cửa hàng nhỏ, còn thế hệ người Việt tiếp theo sinh ra tại Séc nổi tiếng với thành tích học tập rất tốt.
Mối quan hệ ngoại giao giữa Cộng hòa Séc và Việt Nam được duy trì và phát triển từ mối quan hệ giữa Tiệp Khắc và Việt Nam (thiết lập quan hệ ngoại giao ngày 2 tháng 2 năm 1950) .

## Hòa nhập
Ngày 3 tháng 7 năm 2013, chính phủ Séc đã mở rộng Hội đồng Dân tộc Thiểu số Quốc gia, bổ sung thêm đại diện của cộng đồng người Việt. Đại diện cho người Việt Nam Tại Séc hiện nay là Phạm Hữu Uyển, thuộc Hội Công dân Văn Lang, Và Đỗ Xuân Đông hiện là Đại sứ Đặc mệnh toàn quyền của Việt Nam tại Cộng hòa Séc.
Chủ tịch Hội người Việt Nam tại Séc vào năm 2016 là Hoàng Đình Thắng. Cơ sở thương mại chính đối với cộng đồng người Việt là Trung tâm thương mại Sapa Praha, thành lập từ năm 1999, thường gọi là "chợ Sapa" ở Praha 4, cách trung tâm thành phố khoảng 10 cây số. Nơi đây có siêu thị thực phẩm, hàng quán và cả trường mầm non.
Với quy chế là một dân tộc thiểu số, cộng đồng người Việt tại Séc sẽ có điều kiện và được hỗ trợ kinh phí từ ngân sách để phát triển về văn hóa, truyền thống và đặc biệt là ngôn ngữ của dân tộc mình. Tại các địa phương có nhiều người Việt Nam sinh sống, trẻ em có thể được học kiến thức bằng tiếng Việt.
Quy chế này cũng đảm bảo cho người Việt Nam quyền sử dụng tiếng Việt tại công sở cũng như tòa án. Ngoài ra, cộng đồng người Việt Nam tại Séc có thể thành lập chương trình phát thanh và truyền hình bằng tiếng Việt. Cộng đồng người Việt tại Séc là dân tộc thứ 14 tại Séc.

## Tội phạm
Ngày 17 tháng 11 năm 2008 đại sứ quán Cộng hòa Séc tại Hà Nội cho biết, sẽ tạm thời không cấp visa cho công dân Việt Nam giữa lúc có quan ngại về tình trạng tội phạm người Việt tại Séc. Đài phát thanh Praha đưa tin, việc ngưng cấp visa du lịch này sẽ kéo dài ít nhất tới cuối năm nay. Theo thông tấn xã CTK của Czech, bộ trưởng Nội vụ Cộng hòa Séc nói rằng người Việt sống tại nước ông "gây nhiều vụ tội phạm nghiêm trọng".. Ngày 3 tháng 3 2009, bộ Ngoại giao CH Czech thông báo sứ quán nước này tại Hà Nội đã mở lại dịch vụ cấp visa cho công dân Việt Nam.
Tháng 4 năm 2013, chính phủ Cộng hòa Séc ký thỏa thuận song phương với chính phủ Việt Nam về việc phối hợp công an Việt Nam và Cảnh sát Séc để đối phó với băng đảng tội phạm ma túy người Việt ở Séc; trong đó những người bị kết án sẽ bị giải về Việt Nam để lãnh án. Theo thông tin của bộ trưởng bộ Nội vụ Chovanec việc chế tạo ma túy hóa học Crystal Meth chủ yếu là do các băng đảng Việt Nam. Mặc dù Việt Nam có hứa giúp đỡ để phá vỡ cấu trúc của các băng đảng này, nhưng cho tới giờ (tháng 10/2015) họ vẫn chưa giữ lời.
Cộng hòa Czech đã thông báo ngừng nhận đơn xin thị thực của lao động Việt. Bộ Ngoại giao Czech cho hay quyết định trên được áp dụng cho các đơn xin thị thực dài hạn nhằm mục đích lao động hoặc kinh doanh từ ngày 18/7/2018. Ông Jan Hamacek, Bộ trưởng Nội vụ kiêm quyền Ngoại trưởng Czech, cho biết biện pháp trên được thực thi do "số lượng đơn xin thị thực quá lớn khiến cơ quan ngoại giao Czech tại Hà Nội bị quá tải và cũng do những nguy cơ mà Hội đồng An ninh Quốc gia Czech đã thảo luận gần đây". Hồi tháng 6, ông Lubomir Zaoralek, chủ tịch ủy ban đối ngoại Hạ viện Czech, từng nhận định "Việt Nam đang trở thành mối nguy cơ hàng đầu về an ninh" với quốc gia này. Ông nói rằng người Việt chiếm một phần lớn tỷ lệ tội phạm có tổ chức ở Czech..

## Một số người Việt thành công tại Séc
- Phạm Hữu Uyển, Đại diện cho người Việt Nam tại Séc[1].
- Nguyễn Mai Anh, Hoa hậu người Việt tại Séc, Người đẹp thanh lịch của HHTGNV 2010.
- Trần Quang Hưng, doanh nhân[3].
- Nguyễn Phương Thảo, thợ chụp ảnh[14]
- Nguyễn Viết Hải David, nhà báo[15]
- Monika Leová, người mẫu, MC, hoa hậu[16]
- Filip Nguyễn, cầu thủ bóng đá.
- Tony Lê Tuấn Anh, cầu thủ bóng đá
- Patrick Lê Giang, cầu thủ bóng đá
- Emil Lê Giang, cầu thủ bóng đá